# Пејићеви салаши
Пејићеви салаши су мало приградско насеље (заселак) код Новог Сада. Налази се између Новог Сада, Ченеја и Каћа. Званично, Пејићеви Салаши се не воде као посебно насеље, већ као део Ченеја. Међутим, Пејићеви салаши, заједно са оближњим Немановцима, чине посебну месну заједницу Пејићеви Салаши-Немановци. По процени из априла 2005. популација ове месне заједнице је износила 210 становника. Пејићеви Салаши су повезани са Новим Садом линијом број 30 ЈГСП Нови Сад.

## Занимљивости
Пејићеви салаши стекли су славу тв серијалом „Државни посао” јер је један од главних ликова, Ђорђе Чварков, становник овог засеока.